# Pampaneira
Pampaneira ist eine Gemeinde in der spanischen Provinz Granada, in der Gebirgsregion Alpujarras, dem Südhang der Sierra Nevada.
Der Ort liegt in rund 1060 Metern Höhe an der Schlucht des Rio Poqueira, einem Zufluss des Rio Guadalfeo. Zusammen mit den weiter nördlich gelegenen Dörfern Capileira und Bubión wurde der Ort zum Conjunto histórico-artístico erklärt.
Das maurisch geprägte Pampaneira hat schon mehrfach Preise für sein Ortsbild erhalten: Die weißen, kubusförmigen Häuser mit Flachdächern ziehen sich terrassenförmig die Hänge hinauf und sind durch enge, steile Gassen verbunden. In der kargen Gebirgsregion waren die Bewohner auf ein ausgeklügeltes Bewässerungssystem und Terrassenwirtschaft angewiesen. Die durch das milde mediterrane Klima begünstigte Landschaft im Süden der Sierra Nevada wurde schon im 8. Jahrhundert durch die Berber besiedelt und bildete im 16. Jahrhundert das letzte Rückzugsgebiet der Mauren in Spanien. Nach der Vertreibung der Morisken wurde das Gebiet von Christen aus der heutigen Provinz León und Galicien wiederbesiedelt.
Pampaneira ist heute Ausgangspunkt für Wanderungen in die Alpujarras, der Tourismus ist ein wichtiger Wirtschaftsfaktor. Wie viele der umliegenden Dörfer ist Pampaneira ein Webereizentrum für die Produktion farbiger Decken, Stoffe und Teppiche. In zahlreichen kleinen Läden werden zudem Objekte aus dem Kunsthandwerk und lokale kulinarische Spezialitäten als Souvenir angeboten. Jährlich im Herbst findet hier die bedeutendste Messe der Region für Kunsthandwerk, Landwirtschaft und Touristik statt.

## Weblinks

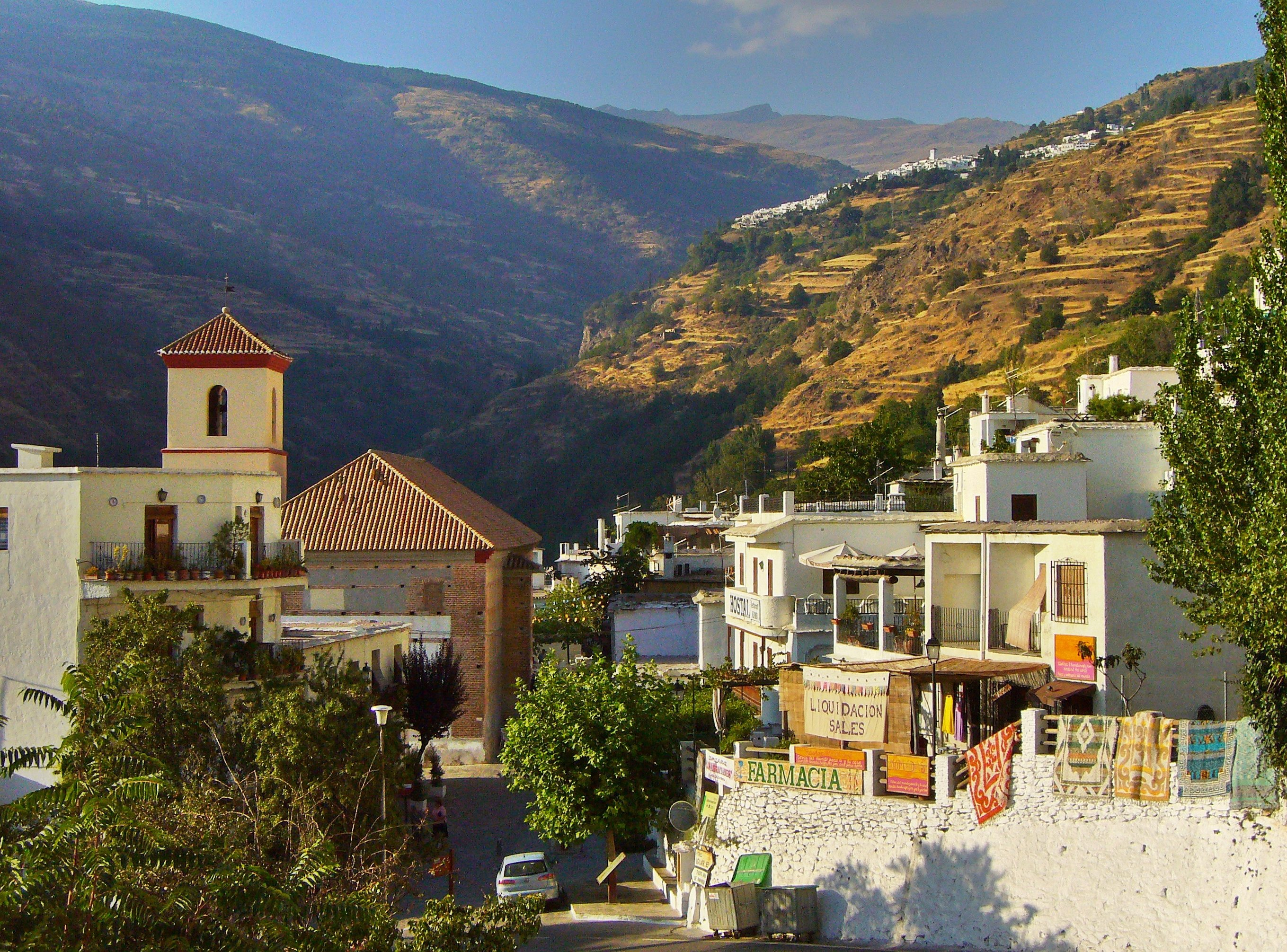
Blick auf Pampaneira